# Dasycorsa marerufa
Dasycorsa marerufa är en fjärilsart som beskrevs av Edward P. Wiltshire 1940. Dasycorsa marerufa ingår i släktet Dasycorsa och familjen mätare. Inga underarter finns listade i Catalogue of Life.